# Alberta Interscience Association
Alberta Interscience Association、アルバータインターサイエンス協会（アルバータインターサイエンスきょうかい）は、アルバータ州エドモントンに拠点を置くカナダの非営利団体である。2009年に設立され、成人、若者、子供に対応したプログラムを提供している。

## ユースプロジェクト

### ロシア語教育センター
エドモントンのロシア語教育センター（エドモントン認定ロシア学校2010年7月設立）
ロシア語教育センターは、プロの教師や専門家のコミュニティーメンバーによって維持されている。
その目標の一つは、多文化カナダの社会の中で、ロシア語とロシア文化を維持促進することである。
センターでは、学生はロシア語だけではなく、ロシア文学や歴史を学ぶことが出来る。
また、公式にロシア語を教えるための認定を受けている。
学生の中には、グレード12の後も夏のコースで、ロシア語や文化、技術の勉強を続け、 彼らは、プーシキン、ニコライ・ゴーゴリ、チェーホフ、コルネイ・チェコフスキー、アレクサンダーバムピーロフなどの著作研究を続けている。

### エジンバラ賞、デューク
このアルバータインターサイエンス協会は、デュークエジンバラ公賞のプログラムに参加しており、（14歳～25歳）の若者たちで取りまとめられている。
この若者たちは、学校やその他のグループ（専門学校、大学、青少年クラブ、教会、空・陸・海軍の士官候補生、ガール・ボーイスカウト、ガールガイド、ホッケークラブ）で築かれている。
このアルバータインターサイエンス教会の多くの若者たちは、エディンバラ公賞、公爵のブロンズ、シルバー、ゴールドレーベルを受賞した。

### ヨハン・シュトラウスボール
2007年よりオーストラリアで音楽の勉強をしている。エドモントンのミュージシャンや彼らの音楽研究を協力、支援するために、アルバータインターサイエンスのメンバーは、ヨハン・シュトラウス財団によってまとめられている。ヨハン・シュトラウス社交界に例年参加している。
毎年、ヨハン・シュトラウス社交界は、社交ダンス、高級料理など音楽の夜をもてなしています。また、アルバータインターサイエンス協会は、エドモントンのコミュニティーを豊かにするために、このような団体の基盤を支援出来ることに喜びを感じている。

### ボランティア
アルバータインターサイエンスのメンバーは、定期的にエドモントンの認定ロシア学校で、ボランティア活動や家族キャンプ、特別なお祝いなど、アルバータインターサイエンス協会の多くの活動に参加している。
それに加えて、アルバータ大学、ロイヤルアルバータ博物館、ティムズセンターでの芸術、シタデルシアター、エドモントンのフリンジフェスティバルなどでボランティア活動を行っている。このアルバータインターサイエンス協会は、私たち社会人の可能性を引き出す才能や技術を提供できる優秀な人材を探している。

## エコロジー

### アルバータ州天然植物
リリアンオズボーン高校（LOHS）とアルバータインターサイエンス協会は共に、アルバータ州天然植物の庭園を維持している。
LOHS天然植物園は、教育を通じてアルバータ州天然植物の知識の促進と保護支援、研究保全プロジェクトのため2010年6月9日にオープンした。
2012年の時点で、オズボーン天然植物園には、約1000の異なる品種が栽培されています。
庭園に引き寄せられたフクロウ、ウサギやその他の動物たちは、学生たちの多くの研究を支えています。
またアルバータインターサイエンス協会は、独自に家庭菜園を始めたい人のためにウェブサイトで基本的な手順を公開している。
アルバータインターサイエンス協会は、学生たちに基本的な天然植物の知識と、なぜその植物を保持することの大切さを教えるため、ベッドロックシードベンクファームで、夏のキャンプを組織し、後に一部のエドモントン地域造園プロジェクトに参加した。

## 博物館と図書館

### スポーツ博物館
アルバータインターサイエンス博物館のスポーツセクションは、1972年カナダ、ソ連ホッケーシリーズに因み、その40周年を記念して2012年にオープンした。

### ニコライ・ゼリンスキーのバーチャル博物館
ニコライ・ゼリンスキーの仮想博物館は、第一次世界大戦100周年前夜2014年6月に開館された。
ゼリンスキーと彼の家族に関連した、書籍、写真、ビデオが、モスクワとティラスポリにあるゼリンスキー博物館にてコレクション公開されている。
仮想博物館は、ゼリンスキー基金と共同で設立されている。

### 民族衣装
アルバータインターサイエンス協会は、ロシアとアメリカの民族衣装の展示を常時している。

### 図書館
アルバータインターサイエンス図書館には、12言語（英語、フランス語、ロシア語、ウクライナ語、ブルガリア語等）のアイテムがデジタル形式によって提供され、それらの中の本には、歴史、文化、宗教、参考書、フィクションの書物が大人、子供向けに置かれている。

## 国際プロジェクト

### アレックスとサーシャの間
2010年に慶応義塾大学から宮島昌平（日本人）は、エドモントンのロシア社会のドキュメンタリーを作るためにエドモントンに訪れた。
彼は、アルバータインターサイエンス協会の多数のメンバーにもてなされ、ドキュメンタリーには、多くの協会からのメンバーが参加し、彼をサポートした。
映像「アレックスとサーシャの間」は、カナダと日本の両国で成功をもって放映された。
映画監督によると、彼の目標は健康や豊かな文化、高度教育を撮影することにより、移民に向けられた偏見を変える事であった。

### 国際母国語の日
国際ヘリテージ言語協会の一員であるロシア教育センターは、毎年行われるエドモントンの国際母国語デー祝いの主催また参加者である。
2015年の祝いでは、市長のドン・イベソンと市議会議員のアマージェト・イヒにて、エドモントン国際母国語デー祝いが正式に宣言された。

### 文化ユニバーサルの日
エドモントンで2013年以来アルバータインターサイエンス協会は、文化ユニバーサルの日祝いを開催している。（レーリッヒ条約記念日4月15日）2014年の祝賀会は、エドモントン神智学協会と共に開催した。2015年にアルバータインターサイエンス協会は、アルバータ大学国際ウィークに参加するためにニコライ・リョーリフとレーリッヒ協定についてのドキュメンタリーを用意した。

## 成人教育
その他アルバータインターサイエンス協会の目的は、新しくカナダに来た人たちが、生活の中で、より早く適応するために支援をすることである。アルバータインターサイエンス協会のこれらのプログラムは、大人向けに英語とコンピューターのクラスを提供し、現地の教会によって賄われており、それらは、カナダ市民と移民者に無料提供されている。
アルバータインターサイエンス協会の教師とメンバーは、異なる言語を理解する能力は、地域の言葉の多様性や、個人の楽しみを生み出す。
異なる文化に属する人々をよりよく理解し、市民の国際文化、言語の多様性に貢献すると信じている。